# نايس (صخر)

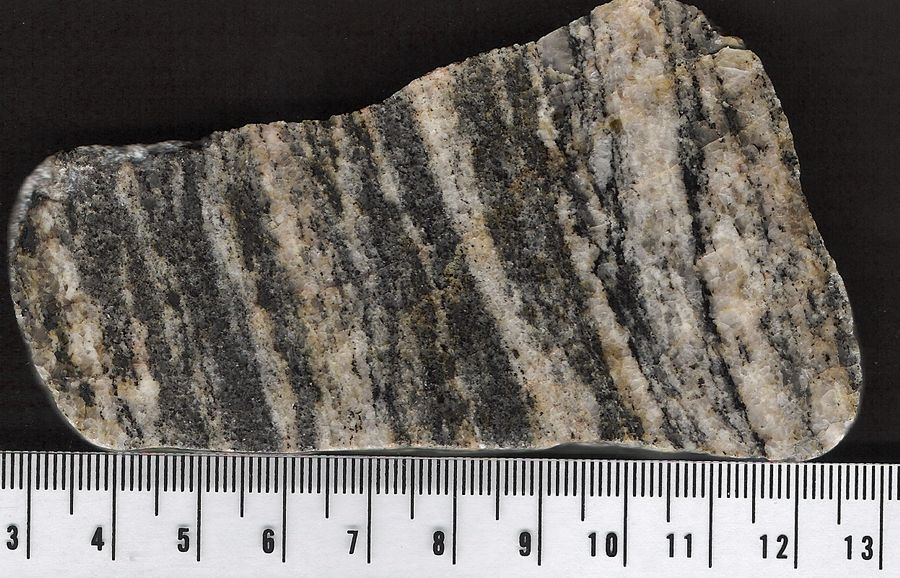
صخر النايس

نايس (Gneiss يلفظ /ˈnaɪs/) هو نوع من أنواع الصخور واسعة الانتشار، وهي صخور متحوّلة تتكون بأكثر من 20% من الفلسبار. قبل حدوث عملية التحول، يمكن لهذه الصخور أن تكون إما على شكل صخر ناري أو صخر رسوبي.
تتميز صخور النايس بوجود ظاهرة التورّق Foliation، والتي تكون فيها بنية الصخور على شكل طبقات متوازية. وغالباً ما يكون هناك تناوب في المناطق الداكنة والفاتحة اللون في بنية النايس بشكل مميز لهذا الصخر، بحيث تسمى حزم نايس

## أصل التسمية
يعود أصل تسمية الحجر بهذا الاسم إلى الفعل الألماني المستخدم في اللغة الألمانية في العصور الوسطى وهو gneist، والذي يعني يلمع أو يتوهج.

## اقرأ أيضاً
- صخر متحول